# 和田良覚
和田 良覚（わだ りょうがく、男性、1963年2月25日 - ）は、日本の格闘技審判員。茨城県常陸太田市出身。国士舘大学政治経済学部卒業。

## 来歴
スポーツクラブのインストラクターを務めていたが、クラブに所属していた高田延彦の紹介でレフェリーとなり、1991年5月10日のUWFインターナショナル旗揚げ戦でレフェリーデビュー。
UWFインターナショナル解散後、キングダム・リングス・パンクラス・IGFなどで活躍、様々なプロレス・格闘技団体でレフェリングしている。
現役選手に比較すると年齢によるハンディでスタミナはなかったが、格闘家並みの筋肉を持ち「3分間であれば最強の男」と道場で噂されており、リングス活動停止後の2002年3月30日にDEEP2001 4th IMPACTで39歳で総合格闘技デビュー。プロレスラーのアステカと対戦し、1R2分54秒パンチでKO勝ちを収めた。6月9日、連続出場となったDEEP2001 5th IMPACTでプロレスラーのMAX宮沢と対戦し、1R3分23秒ストレートのKO負けを喫した。

## 桜庭和志対秋山成勲についての発言
2006年12月31日のDynamite!!で、秋山成勲が全身にスキンクリームを塗る反則を犯し、これが故意であったかそうでなかったかについて、和田は2007年1月の格闘技専門テレビ番組で、「神様は見ています。真実は神様のみが知っています」と発言した。ただ、秋山がメリケンサックを着用していたという疑惑については、共演していた熊久保英幸などとともに「有り得ない」と否定している。

## 戦績
| 総合格闘技 戦績 | 総合格闘技 戦績 | 総合格闘技 戦績 | 総合格闘技 戦績 | 総合格闘技 戦績 | 総合格闘技 戦績 | 総合格闘技 戦績 |
| --------------- | --------------- | --------------- | --------------- | --------------- | --------------- | --------------- |
| 2 試合          | (T)KO           | 一本            | 判定            | その他          | 引き分け        | 無効試合        |
| 1 勝            | 1               | 0               | 0               | 0               | 0               | 0               |
| 1 敗            | 1               | 0               | 0               | 0               | 0               | 0               |

| 勝敗 | 対戦相手 | 試合結果                         | 大会名                               | 開催年月日    |
| ×    | MAX宮沢  | 1R 3:23 KO（右ストレート）       | DEEP2001 5th IMPACT in DIFFER ARIAKE | 2002年6月9日  |
| ○    | アステカ | 1R 2:54 KO（スタンドパンチ連打） | DEEP2001 4th IMPACT in NAGOYA        | 2002年3月30日 |